# Concho (Arizona)
Concho es un lugar designado por el censo ubicado en el condado de Apache en el estado estadounidense de Arizona. En el Censo de 2010 tenía una población de 38 habitantes y una densidad de población de 52,36 personas por km².

## Geografía
Concho se encuentra ubicado en las coordenadas 34°28′18″N 109°36′51″O / 34.47167, -109.61417. Según la Oficina del Censo de los Estados Unidos, Concho tiene una superficie total de 1.17 km², de la cual 1.16 km² corresponden a tierra firme y (1.11%) 0.01 km² es agua.

## Demografía
Según el censo de 2010, había 38 personas residiendo en Concho. La densidad de población era de 52,36 hab./km². De los 38 habitantes, Concho estaba compuesto por el 65.79% blancos, el 2.63% eran afroamericanos, el 10.53% eran amerindios, el 0% eran asiáticos, el 0% eran isleños del Pacífico, el 7.89% eran de otras razas y el 13.16% pertenecían a dos o más razas. Del total de la población el 34.21% eran hispanos o latinos de cualquier raza.